# Reformierte Kirche Luven

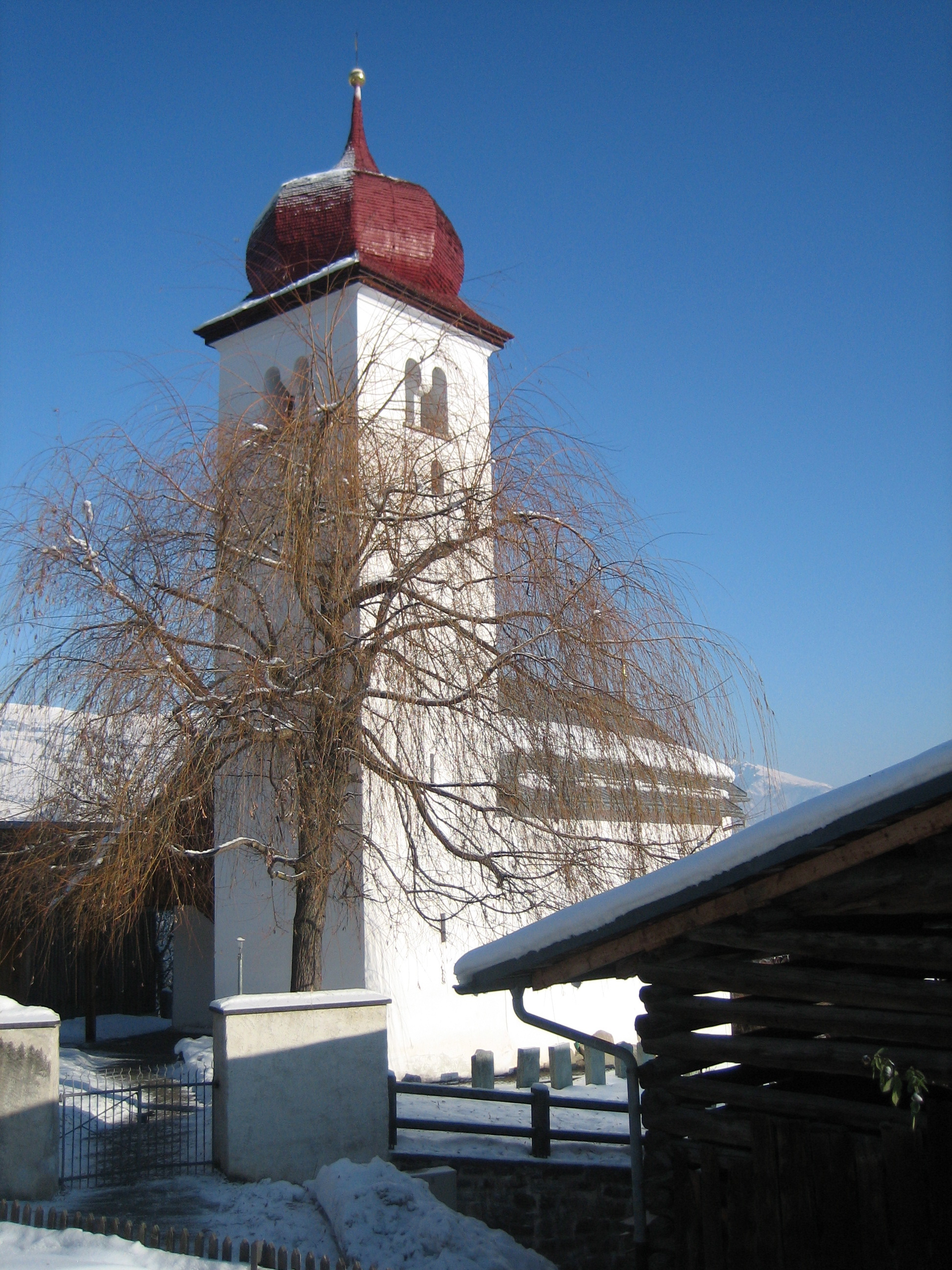
Reformierte Kirche Luven

Die reformierte Kirche in Luven in der Foppa ist ein evangelisch-reformiertes Gotteshaus unter dem Denkmalschutz des Kantons Graubünden. Letztmals restauriert wurde sie 1996.

## Geschichte und Ausstattung
Ersturkundlich bezeugt ist eine Kirche unter dem Patrozinium von St. Stephan am heutigen Ort 765, bei unsicherer Quellenlage bereits 744.
Noch in vorreformatorischer Zeit wurde 1510 im Stil der Spätgotik ein Neubau errichtet, der den alten romanischen Turm integrierte. Dieser erhielt später seine markante rote Zwiebelhaube.
Der Taufstein im Zentrum des Chores im teilweise barocken Kircheninneren geht auf das 14. Jahrhundert zurück. 
Die aufgeschlagene Bibel mit den Christus-Initialen A und O, ausgelegt auf Kanzel oder Taufstein, erinnert im Gemeindewappen von Luven an die Annahme der Reformation im Dorf 1526.

## Kirchliche Organisation
Luven steht traditionell in Pastorationsgemeinschaft mit Flond und seit neuerem auch mit Pitasch und Duvin. Alle diese Kirchgemeinden sind Teil der Evangelisch-reformierten Landeskirche Graubünden.

## Galerie

Die aufgeschlagene Bibel als Kennzeichen reformierter Konfession im Gemeindewappen
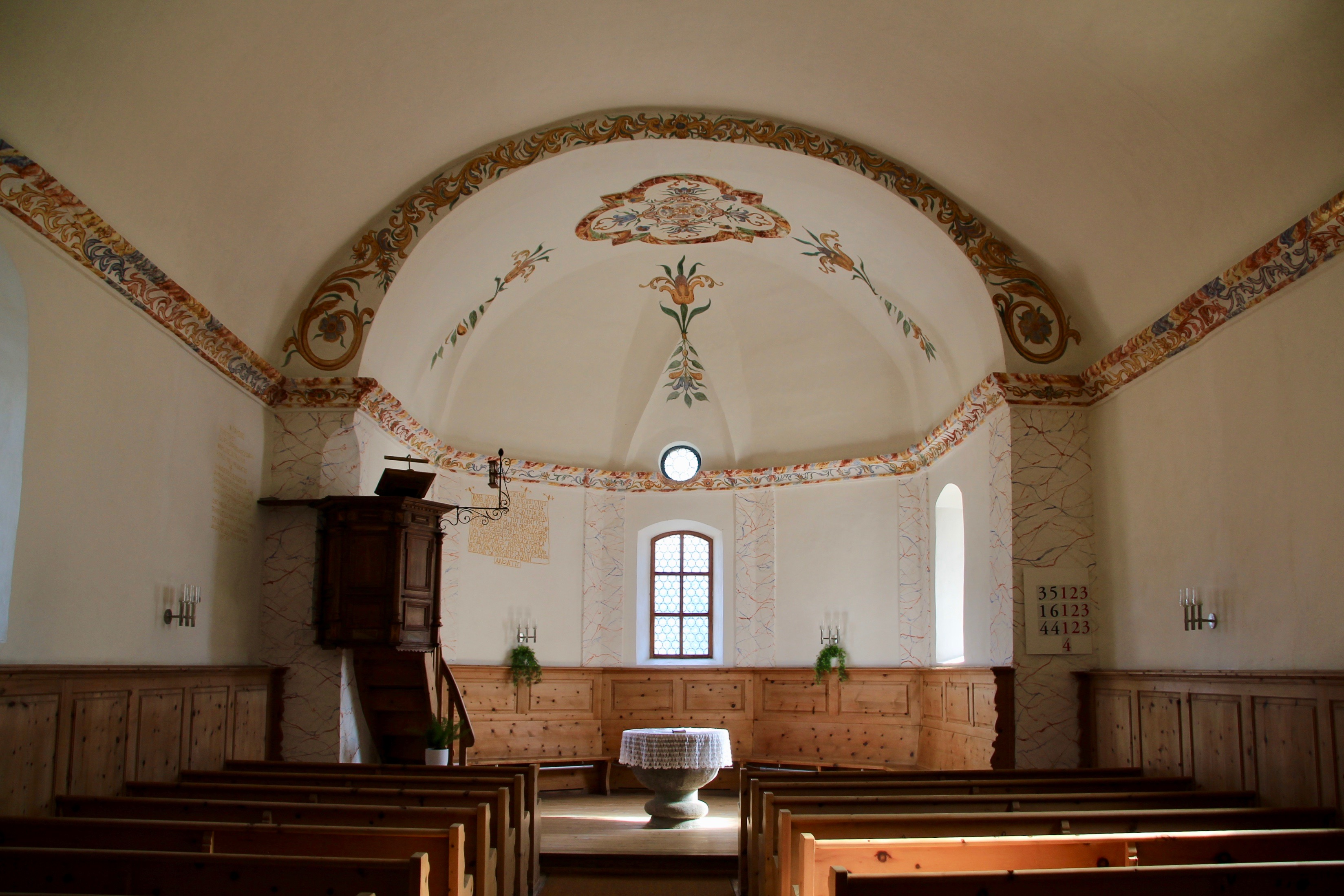
Innenraum
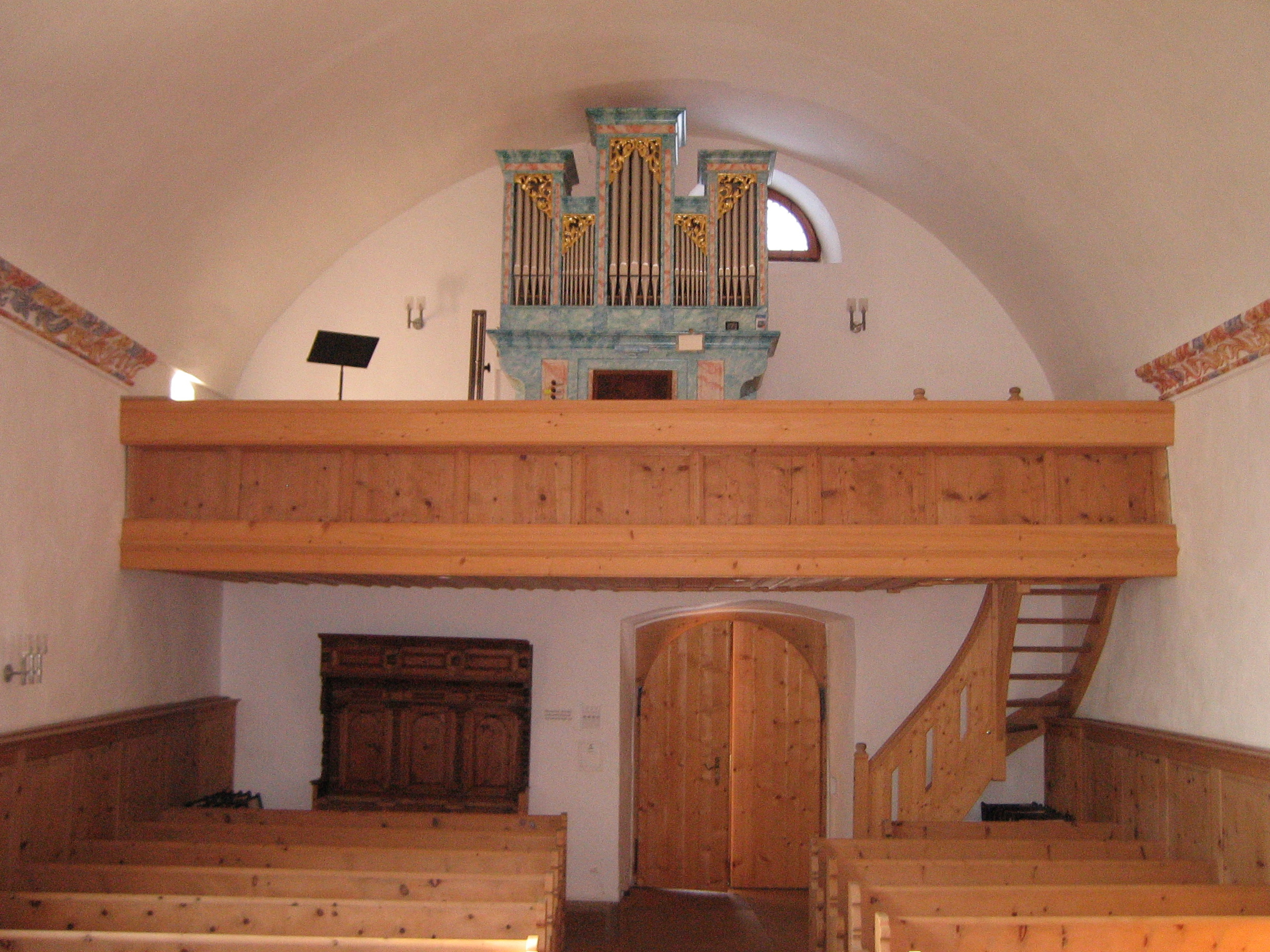
Orgel
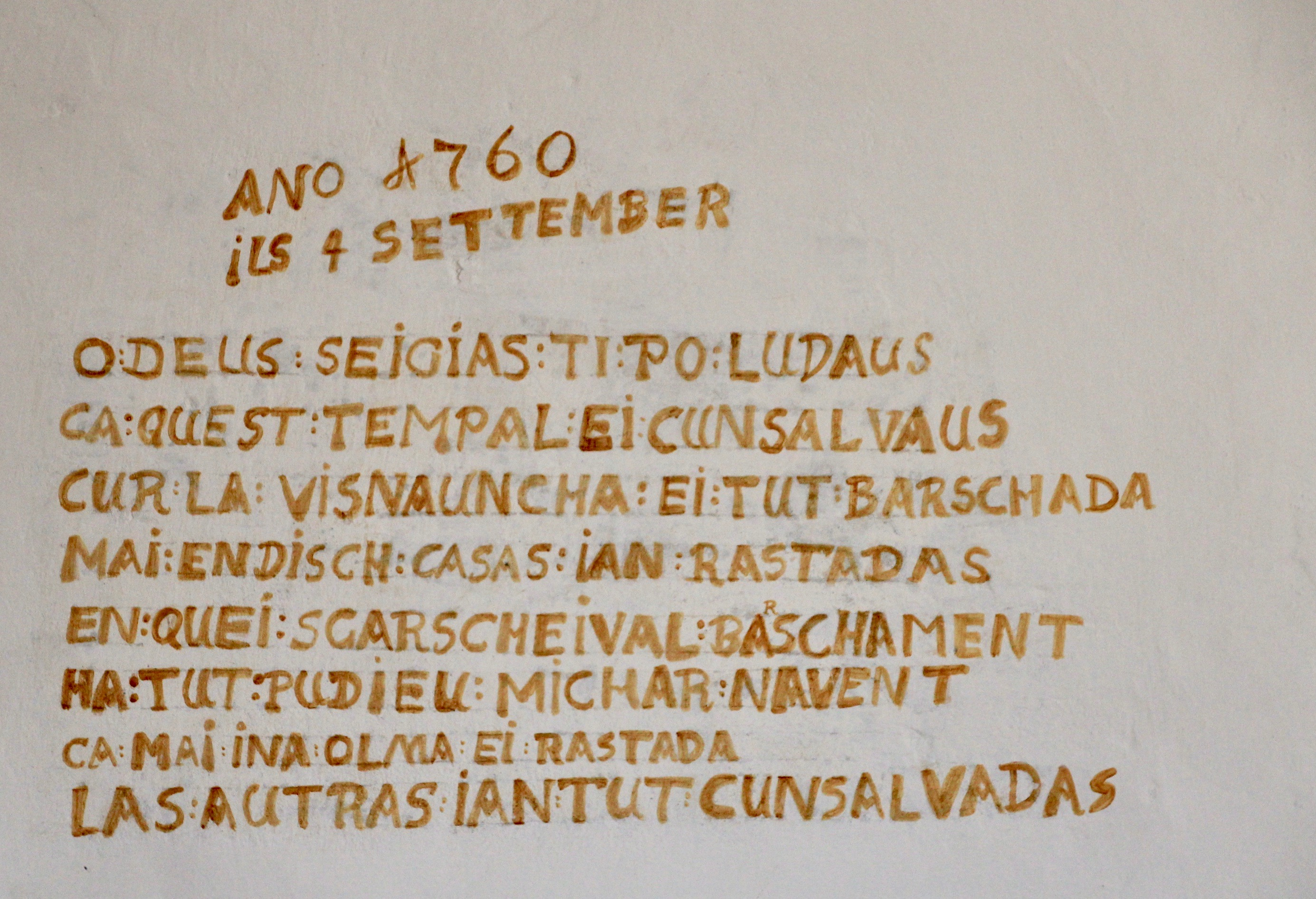
Inschrift vom September 1740